# Eduard Pujol i Bonell
Eduard Pujol i Bonell (Martorell, 13 d'octubre de 1969) és un periodista i polític català.

## Biografia
Va iniciar la seva trajectòria personal a Ràdio Lleida i a Ràdio Martorell. Va ser redactor d'esports a Catalunya Ràdio durant 9 anys, i sotsdirector del programa No ho diguis a ningú amb Jordi Basté (2000-2004). Va treballar també al Futbol Club Barcelona com a director de continguts i, posteriorment, va ser director del canal de televisió Barça TV. El 2010 va començar a treballar a RAC 1, d'on en va ser director de continguts i, el 2012 fins al 2017, en va ser el director, substituint  Eugeni Sallent.
El 2017, Pujol va deixar el càrrec per formar part de la candidatura de Junts per Catalunya a les eleccions al Parlament de Catalunya de 2017, on va anar al 8è lloc per Barcelona. Fou escollit diputat de la XII legislatura al Parlament i va ser el portaveu del grup parlamentari de Junts per Catalunya (2020-2021). Forma part del grup impulsor de la Crida Nacional per la República.
Posteriorment, ha estat diputat de Junts per Catalunya al Congrés dels Diputats (2023-2024)  i des del juliol de 2024 és el portaveu de la formació al Senat.
Ha estat professor de periodisme a la Universitat Pompeu Fabra,  a la Universitat de Vic-Universitat Central de Catalunya i a la Universitat Internacional de Catalunya.
L'octubre del 2020 va renunciar al seu escó al Parlament de Catalunya per un suposat cas d'assetjament sexual. Mai hi va haver cap denúncia penal i Pujol va presentar una querella per injúries i difamació. Una de les persones acusades va admetre que mai va ser assetjada i va demanar perdó davant del jutge.
A finals de juny de 2021 Junts per Catalunya es disculpava públicament i el restituïa com a militant del partit.